# Редстоун
 Тази статия е за балистичната ракета.  За американската бизнесдама вижте Шари Редстоун.  
„Редстоун“ (PGM-11 Redstone) е американска балистична ракета, разработена от корпорацията Крайслер през 1952 г. въз основа на немската Фау-2. Ракетата и нейни производни са използвани и като ракети-носители в програмите Експлорър и Мъркюри.
Ракетата е изстреляна за първи път през 1953 г. Намира се на въоръжение в американската армия от 1958 г. до 1964 г., след което е била заменена от ракетата Пършинг.